# Елізабет Герлі
Елізабет (Ліз) Джейн Герлі (англ. Elizabeth Jane Hurley; нар. 10 червня 1965, Бейзінгсток, Гемпшир, Велика Британія) — англійська акторка, модель, продюсерка, дизайнерка одягу.

## Біографія
Народилася в родині чииновника-протестанта і шкільної вчительки-католички. Закінчила London Studio Centre, де навчалася по класу танцю та театру. Після цього працювала в театрі і на телебаченні.
У кіно дебютувала у фільмі Брюса Бірсфорда «Арія» в 1987 році. Після роботи в мінісеріалі «Крістабел» знялася в 1988 в кількох європейських стрічках.
В Голлівуді дебютувала у фільмі з Веслі Снайпсом «Пасажир 57» (1992). Попри популярність фільму, ця роль не принесла їй належної уваги продюсерів і режисерів, і пропозицій вартісних ролей не було. Розчарована, Герлі повернулася до Англії. Незабаром її популярність стала рости завдяки стосункам з Г'ю Грантом та роботі моделлю виробника косметики і парфумерії Estée Lauder.
У 1994 році Герлі з Грантом заснувала кінокомпанію Simian Films (у співпраці з Castle Rock Entertainment). Їхнім першим спільним проєктом став медичний трилер «Крайні заходи» (1996) із зоряним акторським складом: Грантом, Джином Гекменом та Сарою Джессікою Паркер. Над цим фільмом Елізабет Герлі працювала як продюсерка. Наступною її продюсерською роботою став фільм «Блакитноокий Мікі» 1999 року.
Елізабет Герлі знялася в кількох успішних картинах, однією з найбільш вдалих і відомих її робіт є роль дияволиці у фільмі «Засліплений бажаннями» (2000).
У квітні 2010 року Герлі разом із колишнім Президентом США Біллом Клінтоном, акторкою Вупі Ґолдберґ і тенісистом Борисом Беккером брала участь у Міжнародній конференції з питань СНІДу у Відні. Мета заходу, на який з'їхалися 25 тисяч лікарів з усього світу, привернути увагу до хворих, подолати дискримінацію і зупинити поширення ВІЛ у Східній Європі й, зокрема, в Україні.[джерело?]
У 2015—2018 роках Герлі грає одну з головних ролей на телеканалі в серіалі «Члени королівської сім'ї» (телеканал E!) — королеву Гелену Генстрідж.

## Особисте життя
На зйомках фільму «Гребти за вітром» в 1987 познайомилася з молодим актором Г'ю Грантом. Під час зйомок почався роман, що тривав 13 років.
4 квітня 2002 року народила сина Даміана Чарльза Херлі. Батько дитини, американський бізнесмен Стів Бінг, не визнав батьківства, стверджуючи, що мав із Гарлі короткі стосунки в 2001 році.  Тест ДНК, однак, встановив його батьківство. Хрещеним батьком Даміана став Г'ю Грант.
У 2002 році Герлі познайомилися з індійським мільйонером Аруном Наяром. У 2007 році вони одружилися, відзначивши весілля у Великій Британії, а потім у Джодхпурі (Індія) за індійськими традиціями. У грудні 2010 акторка написала в Твіттері, що вони кілька місяців тому розійшлися. Про те, що Герлі подала на розлучення, стало відомо у квітні 2011. Причиною була нерозсудлива поведінка чоловіка. 15 червня 2011 року, після 4 років шлюбу, вони офіційно розлучилися.
У жовтні 2011 року Герлі оголосила про заручини з гравцем у крикет Шейном Ворном.

## Фільмографія
| Рік       |    | Українська назва                          | Оригінальна назва                               | Роль                                                    |
| --------- | -- | ----------------------------------------- | ----------------------------------------------- | ------------------------------------------------------- |
| 2021      | ф  | Татусь до Різдва                          | Father Christmas Is Back                        | Джоанна (Joanna Christmas)                              |
| 2020      | ф  | Другий шанс на кохання                    | Then Came You                                   | Клер (Clare)                                            |
| 2019      | с  | Утікачі (2017–2019)                       | Runaways                                        | Моргана ле Фей (9 епізодів                              |
| 2015—2018 | с  | Члени королівської сім'ї                  | The Royals                                      | Королева Гелена (Queen Helena), 40 епізодів             |
| 2017      | ф  | Пригоди Фенікса Вайлдера і Великого Слона | Phoenix Wilder and the Great Elephant Adventure | Тітка Сара (Aunt Sarah)                                 |
| 2014      | ф  | Віктор                                    | Viktor                                          | Олександра Іванова (Alexandra Ivanov)                   |
| 2014      | с  | Люди майбутнього                          | The Tomorrow People                             | А.Л.І.С.А. / Еліс (A.L.I.C.E.), 2 епізоди               |
| 2011—2012 | с  | Пліткарка                                 | Gossip Girl                                     | Діана Пейн (Diana Payne), 14 епізодів                   |
| 2011      | тф | Диво-жінка                                | Wonder Woman                                    | Вероніка Кейл (Veronica Cale)                           |
| 2010      | ф  | Зроблено в Румунії                        | Made in Romania                                 | Елізабет Герлі (Elizabeth Hurley)                       |
| 2004      | ф  | Метод                                     | Method                                          | Ребекка (Rebecca)                                       |
| 2002      | ф  | Шахраї                                    | Serving Sara                                    | Сара Мур (Sara Moore)                                   |
| 2002      | ф  | Поганий хлопець / Чувак                   | Bad Boy / Dawg                                  | Анна Локгарт (Anna Lockheart)                           |
| 2001      | ф  | Шкереберть                                | Double Whammy                                   | Д-р Енн Бімер (Dr. Ann Beamer)                          |
| 2000      | ф  | Засліплений бажаннями                     | Bedazzled                                       | Диявол (The Devil)                                      |
| 2000      | ф  | Вага води                                 | The Weight of Water                             | Адалін Гунн (Adaline Gunne)                             |
| 1999      | ф  | Остін Паверс: Шпигун, який мене звабив    | Austin Powers: The Spy Who Shagged Me           | Ванесса Кенсінгтон (Vanessa Kensington)                 |
| 1999      | ф  | Ед із телевізора                          | EDtv                                            | Джилл (Jill)                                            |
| 1999      | ф  | Мій улюблений марсіянин                   | My Favorite Martian                             | Брейс Ченнінг (Brace Channing)                          |
| 1998      | ф  | Вічна північ                              | Permanent Midnight                              | Сандра (Sandra)                                         |
| 1997      | ф  | Остін Паверс: Міжнародна людина-загадка   | Austin Powers: International Man of Mystery     | Ванесса Кенсінгтон (Vanessa Kensington)                 |
| 1997      | ф  | Небезпечна земля                          | Dangerous Ground                                | Карен (Karen)                                           |
| 1996      | с  | Самсон і Даліла                           | Samson and Delilah                              | Даліла / Делайла (Delilah)                              |
| 1996      | тф | Гаррісон: Плач великого міста             | Harrison: Cry of the City                       | Сесілія Гаррісон (Cecilia Harrison)                     |
| 1995      | ф  | Шалені пси і англійці                     | Mad Dogs and Englishmen                         | Антонія Даєр (Antonia Dyer)                             |
| 1995      | тф | Трилисник і конспірологія                 | The Shamrock Conspiracy                         | Сесілія Гаррісон (Cecilia Harrison)                     |
| 1994      | тф | Ворог королівського стрільця Шарпа        | Sharpe's Enemy                                  | Леді Фартінгдейл (Lady Farthingdale)                    |
| 1994      | ф  | За межами Бедлама                         | Beyond Bedlam                                   | Стефані Лаєл (Stephanie Lyell)                          |
| 1992      | ф  | Пасажир 57                                | Passenger 57                                    | Сабріна Річі (Sabrina Ritchie)                          |
| 1992      | с  | Хроніки молодого Індіани Джонса           | The Young Indiana Jones Chronicles              | Вікі Прентіс (Vicky Prentiss), 1 епізод                 |
| 1992      | ф  | Довга зима                                | El largo invierno                               | Емма Степлтон (Emma Stapleton)                          |
| 1992      | с  | Хороші хлопці                             | The Good Guys                                   | Кандіда Астон (Candida Aston), 1 епізод                 |
| 1991      | с  | Дім орхідеї                               | The Orchid House                                | Наталі (Natalie), 1 епізод                              |
| 1990      | тф | У смерті погана репутація                 | Death Has a Bad Reputation                      | Джулія Лет'ем (Julia Latham)                            |
| 1990      | ф  | Убивчий круїз                             | Der Skipper                                     | Лу (Lou)                                                |
| 1989      | с  | Фредерік Форсіт пропонує                  | Frederick Forsyth Presents                      | 1 епізод                                                |
| 1989      | с  | Акт волі                                  | Act of Will                                     | Крістіна (Christina), 1 епізод                          |
| 1988      | с  | Крістабель                                | Christabel                                      | Крістабель Біленберг (Christabel Bielenberg), 4 епізоди |
| 1988      | с  | Судья Рампол                              | Rumpole of the Bailey                           | Розі Яфет (Rosie Japhet), 1 епізод                      |
| 1988      | ф  | Гребти за вітром                          | Remando al viento                               | Клер Клермон (Claire Clairmont)                         |
| 1988      | с  | Інспектор Морс                            | Inspector Morse (TV Series)                     | Джулія (Julia), 1 епізод                                |
| 1988      | с  | Коштовне каміння                          | Gems                                            | Пенні (Penny), 3 епізоди                                |
| 1987      | ф  | Арія                                      | Aria                                            | Марієтта (Marietta), розділ "Die tote Stadt"            |